# Jerzy Szymura
Jerzy Marek Szymura (ur. 18 czerwca 1949 w Rybniku) – polski przedsiębiorca i informatyk, działacz gospodarczy oraz społeczny, senator VI kadencji.

## Życiorys
Ukończył studia na Wydziale Automatyki, Elektroniki i Informatyki Politechniki Śląskiej w Gliwicach z najwyższą średnią oceną. Przez dwa lata kierował pracami studenckiego Koła Naukowego Automatyków. Po ukończeniu studiów rozpoczął pracę w Instytucie Informatyki Czasu Rzeczywistego Politechniki Śląskiej, gdzie zajmował się zagadnieniami projektowania systemów informatycznych i systemami operacyjnymi. W latach 1983–1987 pracował też w Głównym Instytucie Górnictwa w Katowicach, gdzie brał udział w opracowaniu komputerowego systemu analizy wstrząsów sejsmicznych.
W 1984 wraz z żoną Bożeną założyli MiCOMP – pierwszą na Śląsku prywatną firmę informatyczną. W 1987 był jednym z założycieli przedsiębiorstwa Techmex, którego do 1995 był dyrektorem generalnym. W 1992 stanął na czele spółki Techmex International, która w 1996 zmieniła nazwę na Sieciowe Systemy Informacyjne (2Si). Był również przewodniczącym rady nadzorczej spółki akcyjnej Techmex w Bielsku-Białej, członkiem zarządu firmy Techmex Far East Pte. Ltd. w Singapurze i prezesem zarządu spółki akcyjnej 2Si w Katowicach. W 2002 znalazł się na 54. miejscu listy najbogatszych Polaków według tygodnika „Wprost”.
Bierze aktywny udział w życiu gospodarczym Śląska. Należał do założycieli Górnośląskiego Towarzystwa Gospodarczego oraz Górnośląskiego Banku Gospodarczego, w którym pełnił funkcję prezesa komisji rewizyjnej. Propagował w prasie oraz w kręgach opiniotwórczych konieczność działań na rzecz unowocześnienia Śląska. Był inicjatorem powołania Stowarzyszenia Firm Autostrady Nowych Technologii, w którym później powierzono mu funkcję prezesa zarządu. W marcu 2015 został wybrany na wiceprezesa Zarządu Głównego Stowarzyszenia Wychowanków Politechniki Śląskiej. Działa również w Polskiej Izbie Gospodarczej Zaawansowanych Technologii.
Zaangażował się też w działalność polityczną. W wyborach do Parlamentu Europejskiego w 2004 bez powodzenia kandydował z listy Narodowego Komitetu Wyborczego Wyborców Macieja Płażyńskiego, wykorzystując kampanię wyborczą do promocji autorskiej idei Autostrady Firm Nowych Technologii (AFNT). Efektem tych działań było podpisanie 5 lipca 2007 we Wrocławiu porozumienia czterech marszałków województw i czterech prezydentów miast. Jego sygnatariuszem był również Jerzy Szymura, który uprzednio w wyborach parlamentarnych w 2005 jako bezpartyjny kandydat z ramienia Komitetu Wyborczego Prawa i Sprawiedliwości został wybrany do Senatu VI kadencji z okręgu rybnickiego, otrzymując 75 443 głosy.
W ramach pracy w wyższej izbie parlamentu zajmował się działalnością na rzecz idei społeczeństwa informacyjnego i gospodarki opartej na wiedzy. Z jego inicjatywy powstał parlamentarny zespół Społeczeństwo Informacyjne i Rozwój Gospodarki Opartej na Wiedzy (SIRGOW). Pełnił obowiązki przewodniczącego prezydium tego zespołu. Po objęciu mandatu senatora stał się obiektem pomówień prasy, między innymi „Dziennika Zachodniego”. Na mocy zawartej w postępowaniu sądowym ugody redakcja zamieściła przeprosiny.
W Senacie Jerzy Szymura pracował w Komisji Spraw Unii Europejskiej oraz w Komisji Gospodarki Narodowej. W wyborach parlamentarnych w 2007 nie ubiegał się o reelekcję, powracając do pracy w biznesie.

## Nagrody i wyróżnienia
Laureat nagród i wyróżnień, m.in. Info Star w dziedzinie biznesu (1992), tytułu honorowego „Tego, który zmienia polski przemysł” (2002) i „Menedżera 10-lecia na Śląsku” (2003). Zaliczony do grona „100 najmądrzejszych Ślązaków” w plebiscycie „Dziennika Zachodniego”.
4 września 2019 kapituła I edycji konkursu „Wybitny Absolwent Politechniki Śląskiej” z szesnastu kandydatur zgłoszonych przez stowarzyszenia absolwentów poszczególnych wydziałów przyznała czterem osobom (wśród nich Jerzemu Szymurze i Jerzemu Buzkowi) tytuły „Wybitnego Absolwenta”.